# Sonja Barend Award
De Sonja Barend Award is een jaarlijkse vakprijs voor het beste televisie-interview. De prijs is een initiatief van de VARAgids en is vernoemd naar tv-presentatrice Sonja Barend (1940), bijgenaamd de koningin van de talkshow. Ze was meer dan veertig jaar op televisie te zien tot ze eind 2006 stopte met het maken van televisie.
De prijs wordt toegekend door een vierkoppige vakjury (zonder Barend) die uit een longlist circa tien kandidaten selecteert. Uit deze kandidaten kiezen ruim 40 collega-journalisten en vakgenoten een top 3. De genomineerde met de meeste stemmen wint de Award. In oktober wordt de prijs uitgereikt door Sonja Barend zelf. Dat gebeurde tot en met 2019 in de talkshow De Wereld Draait Door onder begeleiding van de eerste winnaar Matthijs van Nieuwkerk. In 2020 vond de uitreiking plaats in De Vooravond. Vanaf 2021 was dat bij Khalid & Sophie. Met ingang van 2024 vindt de uitreiking plaats bij Bar laat. 

## Winnaars
2009: Matthijs van Nieuwkerk, oeuvreprijs
2010: Clairy Polak, voor haar gesprek met Hans van Goor, de tweede man van de DSB Bank (Nova, 14 oktober 2009)
2011: Twan Huys, voor zijn gesprek met de ex-luitenant-kolonel van Dutchbat, Thom Karremans (Nieuwsuur, 3 augustus 2011)
2012: Mariëlle Tweebeeke, voor haar interview met Reinout Oerlemans, Elmer Mulder en Jaap Bonjar (Nieuwsuur, 23 februari 2012)
2013: Coen Verbraak, voor zijn interview met Rijkman Groenink (Kijken in de ziel, 5 augustus 2013)
2014: Jeroen Pauw, voor zijn interview met Fleur Agema (5 jaar later, 27 december 2013)
2015: Jeroen Pauw, voor zijn interview met Frans Timmermans (Pauw, 8 oktober 2014)
2016: Humberto Tan, voor zijn interview met overlevenden van de aanslag in het Bataclantheater in Parijs (RTL Late Night, 16 november 2015). Eervolle vermelding: Tijs van den Brinks gesprek met Midas Dekkers
2017: Janine Abbring, voor haar interview met Eberhard van der Laan (Zomergasten, 30 juli 2017)
2018: Eva Jinek, voor haar interview met Farid Azarkan (Jinek, 20 juni 2018)
2019: Kefah Allush voor zijn interview met Peter van Uhm (De Kist, 17 februari 2019)
2020: Coen Verbraak voor zijn interview met Dutchbatter Liesbeth Beukeboom (Srebrenica - de machteloze missie van Dutchbat, 6 juli 2020) Eervolle vermelding: Tijs van den Brinks gesprek met Theo Maassen
2021: Jeroen Wollaars voor zijn interview met CDA-lijsttrekker Wopke Hoekstra (Nieuwsuur, 10 maart 2021)
2022: Mariëlle Tweebeeke voor haar interview met de Oekraïense president Zelensky (Nieuwsuur,  27 mei 2022)
2023: Eva Jinek voor haar interview met Camille van Gestel over de mondkapjesdeal (Jinek, 16 september 2022)
2024: Margriet van der Linden voor haar interview met mensenrechtenadvocaat Liesbeth Zegveld (Zomergasten, 18 augustus 2024)

## Ranglijst
Er zijn vier interviewers die de award tweemaal wonnen. Eén heeft hem tweemaal achter elkaar gewonnen.
| # | Interviewer        | Aantal           |
| - | ------------------ | ---------------- |
| 1 | Mariëlle Tweebeeke | 2x, 2012 en 2022 |
| 2 | Coen Verbraak      | 2x, 2013 en 2020 |
| 3 | Jeroen Pauw        | 2x, 2014 en 2015 |
| 4 | Eva Jinek          | 2x, 2018 en 2023 |